# آلکسا چانگ
آلکسا چانگ (انگلیسی: Alexa Chung؛ زادهٔ ۵ نوامبر ۱۹۸۳) مدل، مجری تلویزیون، روزنامه‌نگار و کارآفرین اهل بریتانیا است. وی از سال ۱۹۹۹ میلادی تاکنون مشغول فعالیت بوده است. چانگ در سن نوجوانی پس از اینکه توسط یک بنگاه مدلینگ در جشنواره ردینگ و لیدز کشف شد، وارد دنیای مدلینگ شد. او برای برندهایی مانند ویوین وست‌وود، استلا مک‌کارتنی و میو میو مدلینگ و تبلیغ کرده است، همچنین چهره برندهایی همچون پپه جینز، لاکست)، دی‌کی‌ان‌وای جینز، تامی هایلفیگر و لونشان بوده است.
در سال ۲۰۰۶، چانگ به مجری مشترک برنامه موسیقی «پاپ‌ورلد» از کانال ۴ تبدیل شد که به دلیل سبک مصاحبه‌های بی‌پروایانه و بی‌رحمانه‌اش معروف بود. در سال ۲۰۰۷، او مجری یک برنامه موسیقی صبحگاهی کانال ۴ به نام «فرشلی اسکویز» شد. همان سال، چانگ انگلستان را ترک کرد تا حرفه خود را در آمریکا دنبال کند، جایی که مجری برنامه «ایتس آن ویث آلکسا چانگ» برای ام‌تی‌وی شد. این برنامه در دسامبر ۲۰۰۹ لغو شد. او در سال ۲۰۱۰ به انگلستان بازگشت و مجری برنامه گفتگومحور بریتانیایی «گانزو ویث آلکسا چانگ» برای ام‌تی‌وی را آغاز کرد، برنامه‌ای که پیش از آن زین لو مجری‌اش بود. آلکسا چانگ در سال ۲۰۲۰، به عنوان مجری مشترک به تن فرانس از برنامه «نکست این فشن» در نتفلیکس که یک رقابت مد بود پیوست؛ این برنامه پس از یک فصل لغو شد و بعدها با مدل مشهور جیجی حدید که جایگزین چونگ شد، دوباره احیا گردید.
آلکسا چانگ به دلیل سبک مد خود شناخته شده است. او به عنوان «آن دختره قرن ۲۱» و «یک پیش‌الگوی تأثیرگذار» توصیف شده است. در ژانویه ۲۰۱۰، برند مولبری کیفی به نام «آلکسا» را معرفی کرد که نام و طراحی آن الهام‌گرفته از او بود. آلکسا چانگ سه جایزه شیک‌پوشی بریتانیا را در جوایز مد که توسط شورای مد بریتانیا برگزار می‌شود، برنده شده است. در سال ۲۰۱۳، او کتابی به نام آن نوشت که مجموعه‌ای از نوشته‌ها، نقاشی‌ها و عکس‌های شخصی‌اش بود. برند مد او به نام آلکسا چانگ که به صورت ALEXACHUNG نوشته می‌شود، در ماه مه ۲۰۱۷ راه‌اندازی شد و در سال ۲۰۲۲ بسته شد.

## زندگی اولیه
آلکسا چانگ در وینچستر همپشر انگلستان به دنیا آمد و کوچک‌ترین فرزند از چهار کودک بود. او در پریوت نزدیک به وینچستر بزرگ شد. مادرش جیلین و پدرش فیلیپ چانگ نام داشتند. پدر او که یک طراح گرافیک است، از طریق سه نیای خود تبار چینی و از یک نیای دیگر تبار انگلیسی داشت، در حالی که مادرش، که خانه‌دار بود، تبار انگلیسی داشت. while her mother, a housewife, is English. در دوران کودکی، او دوره‌هایی از سوارکاری و باله را گذراند.
آلکسا چانگ گفته است که برنامه تلویزیونی «شو لباس» از بی‌بی‌سی وان عامل علاقه‌مند شدنش به دنیای مد در دوران کودکی بود. آلکسا چانگ در مدرسه دولتی پرینز در مقطع دبیرستان تحصیل کرد و در کالج پیتر سایموندز وینچستر دوره‌های تحصیلی پیشرفته را گذراند. او به کینگز کالج لندن برای تحصیل در رشته زبان انگلیسی و به کالج هنر چلسی برای تحصیل در رشته هنر رفت اما در سن ۱۶ سالگی در جشنواره ردینگ و لیدز توسط یک بنگاه مدلینگ کشف شد و پیش از اینکه وارد دانشگاه شود، وارد دنیای مدلینگ شد.

## زندگی شخصی
آلکسا چانگ از سال ۲۰۰۳ تا ۲۰۰۶ سه سال و نیم با عکاس مد دیوید تیتلو که ۲۰ سال از او بزرگ‌تر بود، زندگی کرد. او از ژوئیه ۲۰۰۷ تا ژوئیه ۲۰۱۱ در رابطه‌ای چهار ساله با الکس ترنر، خواننده گروه آرکتیک مانکیز بود؛ آنها با هم در لندن زندگی می‌کردند و بعدها به نیویورک نقل‌مکان کردند، جایی که آلکسا چانگ آپارتمانی در ایست ویلیج، منهتن خرید. در یک مصاحبه در سال ۲۰۱۳، آلکسا چانگ بیان کرد که ترنر همچنان «بهترین دوست» او باقی مانده است. این زوج سابق چندین بار در سال ۲۰۱۴ با هم دیده شدند. او از سال ۲۰۱۵ تا اوایل ۲۰۱۷ با بازیگر سوئدی الکساندر اسکاشگورد در رابطه بود. در سال ۲۰۱۶، او به لندن بازگشت تا برند لباس خود را راه‌اندازی کند.
در یک پست اینستاگرامی در ۲۸ ژوئیه ۲۰۲۰، آلکسا چانگ از تشخیص بیماری آندومتریوز خود خبر داد و از افزایش آگاهی در مورد این اختلال حمایت کرد.
در ماه مه ۲۰۲۴، گزارش‌هایی منتشر شد که آلکسا چانگ به بازیگر تام استاریج نامزد شده است.